# آیرونکلاد آلما
آیرونکلاد آلما (به انگلیسی: French ironclad Alma) یک کشتی بود که طول آن ۶۸٫۸۴ متر (۲۲۵ فوت ۱۰ اینچ) بود. این کشتی  در سال ۱۸۶۷ ساخته شد.